# Barão de Monte Alto
Barão de Monte Alto är en kommun i Brasilien.   Den ligger i delstaten Minas Gerais, i den sydöstra delen av landet, 800 km sydost om huvudstaden Brasília. Antalet invånare är 5 727.
Omgivningarna runt Barão de Monte Alto är huvudsakligen savann. Runt Barão de Monte Alto är det ganska tätbefolkat, med 78 invånare per kvadratkilometer.